# Michael K. Williams
Michael Kenneth Williams (Nueva York, 22 de noviembre de 1966-Ib., 6 de septiembre de 2021) fue un actor estadounidense. Ha recibido elogios por parte de la crítica y el público por su interpretación de Omar Little en la serie The Wire.

## Biografía
Nació en Brooklyn, Nueva York, en 1966. Después de una niñez algo problemática, asistió a la escuela y luego consiguió trabajo en una compañía farmacéutica. Inspirado por el álbum Janet Jackson's Rhythm Nation 1814 de Janet Jackson, abandonó la escuela y el trabajo (yendo en contra de los deseos de su familia) para comenzar una carrera como bailarín. Durante un año, en el que estuvo intermitentemente sin hogar, Williams visitó compañías discográficas y de danza, buscando trabajo. Terminaría consiguiendo un lugar como bailarín de fondo en una gira musical, lo que lo ayudaría a conseguir otros trabajos en otras giras y videos musicales, como también algunos eventuales trabajos como modelo.
Williams fue encontrado muerto en su apartamento de Williamsburg, Brooklyn, el 6 de septiembre de 2021, a los 54 años. La posterior autopsia reveló que la muerte fue causada por una sobredosis de fentanilo, cocaína y heroína.

## Filmografía

### Películas
- Mugshot (1995)
- Bullet (1996)
- Bringing Out the Dead (1999)
- Broke Even (2000)
- Doing Hard Time (2004)
- Guile (2005)
- Trapped in the Closet (Chapters 1-12) (2005)
- The Orphan King (2005)
- Belly 2: Millionaire Boyz Club (2006)
- The Bondage (2006)
- Mercenary for Justice (2006)
- 5up 2down (2006)
- Trapped in the Closet (Chapters 13-22) (2007)
- Trapped in the Closet: The BIG Package (2007)
- I Think I Love My Wife (2007)
- Gone Baby Gone (2007)
- The Incredible Hulk (2008)
- KeAnthony: A Hutlaz Story (2008)
- Miracle at St. Anna (2008)
- Tell-Tale (2009)
- Addicts (2009)
- The Perfect Age of Rock 'n' Roll (2009)
- A Day in the Life (2009)
- Life During Wartime (2009)
- A Kiss of Chaos (2009)
- You're Nobody 'til Somebody Kills You (2009)
- La carretera (2009)
- Wonderful World (2009)
- Brooklyn's Finest (2010)
- The Cookout 2 (2011)
- Bayou Black (2011) Short
- LUV (2012)
- Crispus Attucks: Today was a Good Day (2012) Short
- W8 (Weight) (2012) Short
- The Wire: The Musical (2012) Short
- Nobody's Nobody's (2012) Short
- Trapped in the Closet: The Next Installment (Chapters 23-33) (2012)
- 12 Years a Slave (2013)
- Snitch (2013)
- They Die by Dawn (2013) short
- The Devil Goes Down (2013) short
- RoboCop (2014)
- The Purge: Anarchy (2014)
- Kill the Messenger (2014)
- Inherent Vice (2014)
- Da Sweet Blood of Jesus (2014)
- That Awkward Moment (Las novias de mis amigos) (2014) cameo
- The Gambler (2015)
- Triple 9 (2016)
- Assassin's Creed (2016)
- Cazafantasmas (2016)
- The Red Sea Diving Resort (2019)
- Arkansas (2020)
- Body Brokers (2021)

### Televisión
- Law & Order (1997, 2001, 2009) (tres episodios)
- Deadline (2001) (un episodio)
- The Sopranos (2001) (un episodio)
- Third Watch (2002) (un episodio)
- The Wire (2002–2008) (cuarenta y dos episodios)
- Law & Order: Special Victims Unit (2003, 2006) (dos episodios)
- Lackawanna Blues (2005) (telefilm)
- Alias (2005) (tres episodios)
- CSI: Crime Scene Investigation (2005, 2010) (dos episodios)
- Boston Legal (2005) (un episodio)
- Six Degrees (2006–2007) (tres episodios)
- The Kill Point (2007) (siete episodios)
- Human Giant (2008) (un episodio)
- CSI: NY (2008) (un episodio)101/V
- The Philanthropist (2009) (ocho episodios)
- Boardwalk Empire (2010-2014) (habitual de la serie)
- Detroit 1-8-7 (2011)
- Aqua Teen Hunger Force (2011) (un episodio)
- Community (2011–2012)
- Walk This Way (2013) (7 episodios)
- High School USA! (2013) (1 episodio)
- F is For Family  (2015-2021).
- The Night Of (2016)
- Hap and Leonard (2016-2018)
- When They See Us (2019)
- Lovecraft Country (2020)

### Videojuegos
- Battlefield 4 (2013)
- Nba 2K21 (2020)
- Battlefield 2042 (2021)